# Anna Arqué i Solsona
Anna Arqué i Solsona (Lérida, 8 mai 1972) est une militante du mouvement indépendantiste catalan et consultante en stratégies de communication. Elle est vice-recteur de l'Université catalane d'été.
Elle a étudié "administration des affaires" à l'Université de Lérida et quand elle a terminé, elle est allée vivre à Lisbonne où elle a travaillé comme mannequin. Ensuite, elle s'est installée à Londres où elle a exercé en tant que consultante en stratégies de communication, travaillant pour plusieurs entreprises,.
En 2009, elle a été impliquée dans la plateforme  indépendantiste Dix Mil à Bruxelles. Peu de temps après, elle prend en charge les commissions Internationale et Communication du Coordonnateur National des Concertations. Elle a quitté le poste lorsqu'elle faisait partie de la liste électorale avec Solidaritat Catalana per la Independencia aux élections de 2010, où elle n'a pas été élue.
Elle est porte-parole pour les Pays Catalans de l'International Commission of European Citizens  (ICEC - Commission Internationale des Citoyens Européens).
Elle est aussi la porte-parole de l'association Primàries Catalunya.
Elle a vécu dans plusieurs pays et en parle leurs langues : Angleterre, Allemagne, Portugal et Italie.